# جيمس هانت
جيمس سيمون واليس هانت (بالإنجليزية: James Hunt) هو سائق سيارات سباق بريطاني فاز ببطولة العالم للفورمولا 1 في العام 1976.
بدأ هانت مسيرته في سباق السيارات في جولة من السباقات ثم انتقل إلى الفورمولا ثلاثة حيث لفتة انتباه فريق هسكث لسباق السيارات وانضم إلى الفريق . دخل هنت الفورمولا واحد للمرة الأولى في العام 1973 وهو يقود سيارة مارش 731. ثم فاز بعد انتقاله إلى هسكث وقيادة سيارة هسكث 308 في كل من بطولة العالم والسباقات الغير بطولية، قبل أن ينضم إلى ماكلارن في نهاية العام 1975.
في خلال سنته الأولى مع ماكلارن، فاز هنت ببطولة العالم للسائقين وبقية مع الفريق طوال سنتين ولكنه لم يحقق نجحت تذكر، ثم انتقل إلى فريق ولف في العام 1979. وفي منتصف العام 1979 قرر هنت التخلي عن المشاركة في السباقات وتقاعد.

## بداية هانت
قبل أن يبلغ جيمس هنت 18 سنة، أخذه أحد اصدقائه لمشاهدة سباق سيارات شد اهتمام هنت وأسره.
كانت أولى بدايته في سباق ميني ثم فورمولا فورد ثم فورمولا ثلاثة. ولمع هنت كسائق عدواني وعرضة لحوادث كثيرة مما جعله يستحق لقب “هنت زي شنت” أي هنت المناور.

## اعتزاله
لم يبدأ موسم 1977 للفورمولا واحد بشكلٍ جيد بالنسبة لهنت، فقد عانت سيارة مكلارن مقط من مشاكل في بداية الموسم. وهذا ما أدى إلى حلول هنت في المرتبة الخامسة من البطولة.
وفي موسم 1978أحرز هنت ثمانية نقاط فقط في بطولة العالم. فقد تأثر جيمس هنت كثيراً بالحادث المميت الذي تعرض له روني بيترسون، الذي اندلعت النيران في سيارته وسارع هنت مع باتريك دي بايه وكلاي رغزوني إلى سحبه من السيارة، غير أن بيترسون توفي في اليوم التالي.
وفي العام 1979، انتقل هنت إلى فريق والتر ولف راسينغ ليشارك في آخر موسم له، غير أن سيارات الفريق لم تكن على مستوى المسابقة مما افقد هنت حماسه للمشاركة بالسباق. وبعد فشله في إنهاء سباق موناكو في ذلك العام، أعلن هنت للصحافة أنه سيعتزل قيادة سيارات السباق والمشاركة في الفورمولا واحد.
يذكر أن صداقة قوية كانت تجمع بين هنت و نيكي لاودا وجودي شكتر وروني بيترسون ، كما أنه من اكتشف جيل فيلنوف.
بعد أن اعتزل هنت القيادة، عمل لفترة كمعلق تليفزيوني على قناة بي بي سي وظهر في إعلان على التلفاز، كما شارك في كوميديا اسمها “ذي بلانك”.

## وفاته
توفي جيمس هنت في العام 1993 عن سن 45 سنة بسبب نوبة قلبية، بضع ساعات بعد أن عرض الزواج على هيلن.

## روابط خارجية
- جيمس هانت على موقع IMDb (الإنجليزية)
- جيمس هانت على موقع الموسوعة البريطانية (الإنجليزية)
- جيمس هانت على موقع قاعدة بيانات الفيلم (الإنجليزية)
- جيمس هانت على موقع Racing-Reference.info (الإنجليزية)
- جيمس هانت على موقع DriverDB.com (الإنجليزية)
- جيمس هانت على موقع eWRC-results.com (الإنجليزية)